# ريكا فوجيوارا
ريكا فوجيوارا (باليابانية: 藤原里華) مواليد 19 سبتمبر 1981 في طوكيو، هي لاعبة كرة مضرب يابانية وتحتل حالياً المرتبة 276 (6 أكتوبر 2014) في تصنيف رابطة محترفات كرة المضرب. أعلى تصنيف لها كان 84.

## الخط الزمني للأداء
مفتاح
| ف | ن | ن.ن | ر.ن | د# | د.م | ل | أ.أ | ت | غ | ب | ف | ذ | م.خ | ل.ت |

(ف) فاز بالبطولة (ن) وصل النهائي (ن.ن) نصف النهائي (ر.ن) ربع النهائي (د#) الأدوار الأربعة الأولى (د.م) دور المجموعات (ل) شارك في كأس ديفيز (أ.أ) خرج من الأدوار الاولى (ت) خسر التصفيات التأهيلية (غ) غاب عن الحدث أو البطولة (ب) حصل على ميدالية برونزية (ف) حصل على ميدالية فضية (ذ) حصل على ميدالية ذهبية (م.خ) بطولة الماسترز خُفضت إلى مرتبة أقل (ل.ت) البطولة لم تعقد في السنة المعينة.
لتجنب الارتباك وازدواجية الحساب، يتم تحديث هذه المعلومات إما في نهاية البطولة، أو عندما تكون مشاركة اللاعب في البطولة قد انتهت.

### الفردي
| الدورة            | 2001 | 2002 | 2003 | 2004 | 2005 | 2006 | 2007 | 2008 | 2009 | 2010 | 2011 | 2012 | 2013–14 | ف-خ |
| ----------------- | ---- | ---- | ---- | ---- | ---- | ---- | ---- | ---- | ---- | ---- | ---- | ---- | ------- | --- |
| أستراليا المفتوحة | غ    | ت2   | ت1   | غ    | ت1   | د1   | غ    | ت1   | ت1   | ت1   | غ    | ت1   | غ       | 0–1 |
| فرنسا المفتوحة    | ت3   | ت3   | غ    | ت1   | د1   | غ    | غ    | ت1   | ت2   | غ    | غ    | ت1   | غ       | 0–1 |
| بطولة ويمبلدون    | ت1   | ت2   | غ    | غ    | د1   | غ    | غ    | د1   | ت1   | ت1   | غ    | غ    | غ       | 0–2 |
| أمريكا المفتوحة   | ت3   | ت2   | ت1   | ت3   | د1   | غ    | ت1   | ت3   | ت1   | ت1   | ت3   | غ    | غ       | 0–1 |
| فوز-خسارة         | 0–0  | 0–0  | 0–0  | 0–0  | 0–3  | 0–1  | 0–0  | 0–1  | 0–0  | 0–0  | 0–0  | 0–0  | 0–0     | 0–5 |

## روابط خارجية
- ريكا فوجيوارا على موقع رابطة محترفات التنس (الإنجليزية)
- ريكا فوجيوارا على موقع الاتحاد الدولي لكرة المضرب (الإنجليزية)
- ريكا فوجيوارا على موقع كأس بيلي جين كينغ (الإنجليزية)
- ريكا فوجيوارا على موقع خلاصة التنس.كوم (الإنجليزية)
- ريكا فوجيوارا على موقع إي إس بي إن.كوم (الإنجليزية)